# Coppa del Mondo di rugby a 13 1972
La Coppa del Mondo di rugby a 13 1972 è stata la sesta edizione della competizione mondiale di rugby a 13. Il torneo si è disputato per la seconda volta in Francia, nazione che ha in precedenza ospitato l'edizione inaugurale del 1954. In finale si sono affrontati Regno Unito e Australia, campione uscente per due volte consecutive. La partita è finita 10-10 dopo i tempi supplementari, e dato che il Regno Unito è giunto primo in classifica il trofeo è stato assegnato ai britannici.
Questa è stata l'ultima edizione in cui si è applicata la regola dei 4 placcaggi, introdotta nel 1966. Dal 1972 si è passati alla regola dei 6 placcaggi.

## Fase a girone unico

### 1ª giornata
| Marsiglia 28 ottobre 1972 | Francia | 20 – 9 | Nuova Zelanda | Stade Vélodrome (20.748 spett.) |

| Perpignano 29 ottobre 1972 | Gran Bretagna | 27 – 21 | Australia | Stade Gilbert Brutus (6.324 spett.) |

### 2ª giornata
| Grenoble 1º novembre 1972 | Francia | 4 – 13 | Gran Bretagna | Stade des Alpes (5.321 spett.) |

| Parigi 1º novembre 1972 | Australia | 9 – 5 | Nuova Zelanda | Parc des Princes (8.000 spett.) |

### 3ª giornata
| Pau 4 novembre 1972 | Gran Bretagna | 53 – 19 | Nuova Zelanda | Stade du Hameau (7.500 spett.) |

| Tolosa 5 novembre 1972 | Francia | 9 – 31 | Australia | Stadium Municipal (10.332 spett.) |

### Classifica
| Squadra       | Giocate | Vinte | Pareggiate | Perse | A favore | Contro | Differenza | Punti |
| ------------- | ------- | ----- | ---------- | ----- | -------- | ------ | ---------- | ----- |
| Gran Bretagna | 3       | 3     | 0          | 0     | 93       | 44     | +49        | 6     |
| Australia     | 3       | 2     | 0          | 1     | 61       | 41     | +20        | 4     |
| Francia       | 3       | 1     | 0          | 2     | 33       | 53     | -20        | 2     |
| Nuova Zelanda | 3       | 0     | 0          | 3     | 33       | 82     | −49        | 0     |

### Finale
| Arbitro: | Georges Jameau |

|                 |    |                     |
| Beetson O’Neill | mt | Stephenson Sullivan |
| Branighan (2)   | tr | Clawson (2)         |